# エージェント・ヴィノッド 最強のスパイ
『エージェント・ヴィノッド 最強のスパイ』（エージェント・ヴィノッド さいきょうのスパイ、原題：Agent Vinod）は、2012年に公開されたインドのスパイ映画。シュリラーム・ラガヴァンが監督を務め、アリジット・ビシュワースと共に脚本も務めている。主演はサイーフ・アリー・カーンとカリーナ・カプールが務めている。

## キャスト
- ヴィノンド - サイーフ・アリー・カーン
- イラーム・パルヴィーン・ビラール/ルビー・メンデス - カリーナ・カプール
- 大佐 - アディル・フセイン
- ラジャン - ラヴィ・キシャン
- デヴィッド・カザン - プレーム・チョープラー（英語版）
- ナザル - ラーム・カプール（英語版）
- ハッサン・ナワーズ - B・P・シン（英語版）
- フゼファ・ロカ大佐 - シャーバズ・カーン（英語版）
- テームル・パシャ - グルシャン・グローヴァー（英語版）
- ファラー・ファクェシュ - マリアム・ザカリア（英語版）
- ジャガディシュワール・メトラ - ドリティマン・チャタジー（英語版）
- イフティカール・アーメド - ラージャト・カプール（英語版）
- ジミー - アヌシュマン・アジャイ・シン
- 自爆テロリスト - アリーフ・ザカリア（英語版）
- 捜査官 - モハメド・アリー・シャー（英語版）
- 教授 - ラリット・パリモー（英語版）
- タチアナ・レンコ - エレナ・カザン

## 製作
1977年公開の『Agent Vinod』とタイトルが同じだが、シュリラーム・ラガヴァンは続編やリメイクではないと語っている。また、ボリウッド・ハンガマの取材の中で、「アクション、スリル、キャラクターにあふれた現実主義的な映画」について述べている。2010年5月30日、ラガヴァンはムンバイで撮影が始まったことを発表した。撮影は他にもモスクワやラトビアでも行われた。カリーナ・カプールが演じたキャラクター「イラーム・パルヴィーン・ビラール」の名前は、2008年にラガヴァンがロサンゼルス・インド映画祭で出会ったパキスタンの映画監督イラーム・パルヴィーン・ビラールから取られている。

## 評価

### 興行収入
公開初日の興行収入は9410万ルピーを記録した。2日目の興行成績は初日を下回り、公開初週末の興行収入は1億8000万ルピーを記録した。公開第1週末の興行収入は3億6750万ルピーを記録し、最終的には興行的に失敗したと見なされている。

### 批評

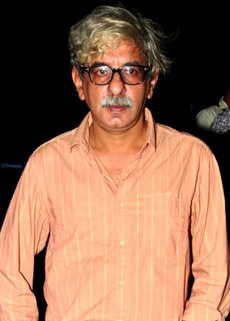
シュリラーム・ラガヴァン

インディア・トゥデイのカヴェリー・バムザイは、「シュリラーム・ラガヴァンが愛の思考で弱くならなければ、『エージェント・ヴィノッド 最強のスパイ』はよりスマートで、より鋭く、よりクールな映画になっただろう」と批評した。ザ・タイムズ・オブ・インディアのゴウラブ・マラニは映画を「平均より上」と表現し、「映画は面白いものの完璧ではない。この映画は全力を尽くしていない!」と批評している。Rediff.comのラジャ・センは2.5/5の星を与え、「映画としては失望と言わざるを得ない」と批評している。
ヒンドゥスタン・タイムズのアヌパマ・チョープラーは2.5/5の評価を与え、「映画は後半でスピードを上げるにもかかわらず、あなたを不満足にさせるかも知れません」と批評している。コイモイのミリガンク・ダニワラは2/5の星を与え、「『エージェント・ヴィノッド 最強のスパイ』は間違った意味で大胆な実験です。それは完全な楽しさを与えるものではありません……ジェームズ・ボンドあるいはハリウッドの『ボーンシリーズ』に遠く及びません」と批評している。ジー・ニュースは「『エージェント・ヴィノッド 最強のスパイ』は賢明な方法で楽しむ試みをしています。しかし、それは素晴らしい作品とは呼ばれません。スタイリッシュなプレゼンテーションは見るべきですが、それ以外には何もありません」と批評している。デカン・クロニクルのカリド・モハメドは2/5の星を与え、「提案。もしあなたが『エージェント・ヴィノッド 最強のスパイ』を最後まで観るつもりなら、目を覚ますためのコーヒー入りの大きな魔法瓶を持ってくるべきです」と批評している。CNN-IBNのラジーヴ・マサンドは2/5の評価を与え、「映画は様々な作品の影響を受けており、独自のアイデンティティーを見付けることはできない」と批評している。

### 受賞・ノミネート
| 賞                                  | 部門                                        | 対象                                             | 結果       | 出典          |
| ----------------------------------- | ------------------------------------------- | ------------------------------------------------ | ---------- | ------------- |
| 第5回ミルチ・ミュージック・アワード | プログラマー&アレンジャー・オブ・ザ・イヤー | DJプカン、ヒャチンス・ドウザ「Dil Mera Muft Ka」 | 受賞       | [ 22 ] [ 23 ] |
| 第5回ミルチ・ミュージック・アワード | Song representing Sufi tradition            | 「Raabta」                                       | ノミネート | [ 22 ] [ 23 ] |

## トラブル
公開前、サイーフ・アリー・カーンと実業家アイクバール・ミール・シャルマが喧嘩を起こし、それが映画のための宣伝だと指摘された。しかし、カーンは宣伝目的という指摘を否定し、「私はそのようなネガティブな方法で宣伝することを信じません。むしろ、ポスターとプロモーションは適切な種類の話題によって作られるべきです」と語っている。
イランのバンドのバロバックスは、映画の劇中歌「Pyaar Ki Pungi」がバンドの「Soosan Khanoom」からの盗作だと主張し、公開1週間前に音楽監督のプリータムを訴えた。しかし、バロバックスは公開2週間後に「それぞれの歌は別物である」と述べて訴訟を取り下げ、プリータムに謝罪している。
パキスタンでは、劇中で同国の情報機関ISIがテロ組織との関係を示唆する描写がされていることを理由に上映が禁止された。パキスタンの処置についてカーンは、「これはリアルな種類のスリラーです。私たちはパキスタンに対するネガティブな要素があり、彼ら検閲官が問題を示していることも知っています。私たちはパキスタンに潜伏する犯罪者を描きましたが、それは周知の事実です。しかし、最終的にはRAWのエージェントが勝利し、悪役が敗北することを望みます。彼らがそれを不快に思うのならば、彼らは『エージェント・ヴィノッド 最強のスパイ』がパキスタンで上映禁止にされている事実を公表するべきです」と語っている。
公開1週間後、『エージェント・ヴィノッド 最強のスパイ』に盗作疑惑が持ち上がった。報道によると、映画には古い映画の曲が無断使用されており、その曲は『Phir Subah Hogi』の「Aasmaan Pe Hai Khuda」、『The Train』の「Meri Jaan Maine Kaha」、『ダラパティ 踊るゴッドファーザー』の「Rakamma」の3曲とされ、これらの曲の権利所有者は映画にクレジットされていなかったという。カーンはこの問題について、権利所有者には使用料を支払い済みであり、こうした問題はこれが最後の案件だと語っている。